# 교토 지진
교토 지진(京都地震)은 1830년 8월 19일에 일본의 교토에서 발생한 지진이다. 지진 규모는 M6.5. 이 지진으로 교토에서 280명이 사망하고, 1300명이 부상했다.

## 참고 문헌
- 国立天文台 『理科年表 令和3年』 丸善 P.788 ISBN 978-4-621-30560-7